# 伊斯邁爾·提比

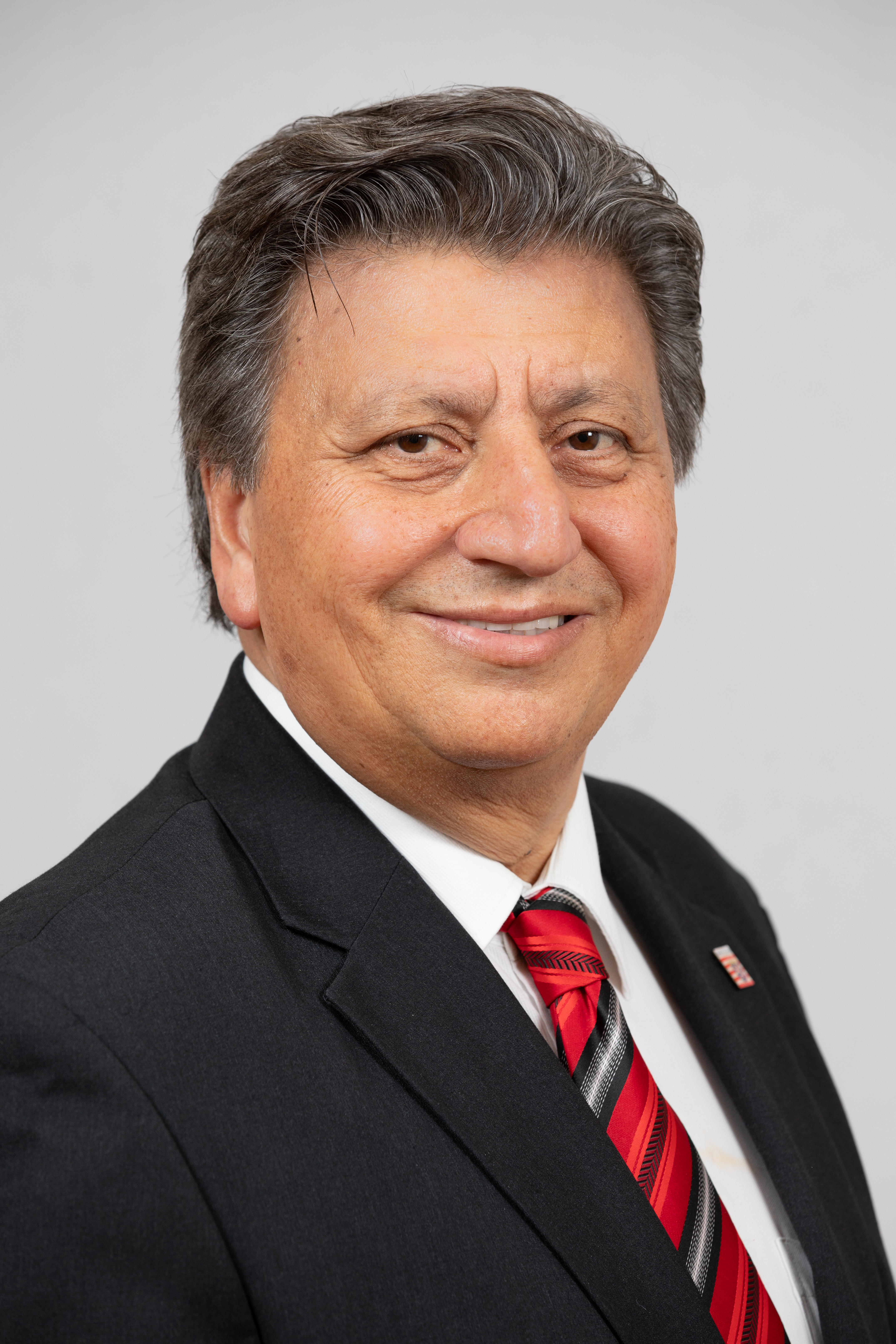
伊斯邁爾·提比，攝於2019年。

伊斯邁爾·提比（土耳其語：Ismail Tipi，1959年1月3日—2023年2月2日），是一位出生於伊茲密爾、長年定居於德國，且持續信奉伊斯蘭教的德國基督教民主聯盟（以下簡稱「基民盟」）政治人物。他目前是黑森州議會的成員之一。

## 生平簡介
1959年，提比出生於土耳其伊茲密爾。他有兩個姊妹。
1973年，提比隨父母遷居巴伐利亞雷根斯堡。後來，他在巴伐利亞完成了中學及大學學業；雖然，他畢業於機械工程相關科系，但在求學過程中曾為多份地方報紙寫稿及擔任兼職記者，因而決定從事於新聞工作。
經過30年的記者生涯並長期觀察與報導德國的政治狀況後，他決定直接參與並改變政治，因而在1999年選擇加入基民盟。
多年來，他對德國境內的極端伊斯蘭份子、薩拉菲主義者及聖戰主義者都採取鮮明的反對立場，並宣誓擁護民主與法治，也因而屢屢遭威脅與攻擊。

## 外部連結
- 官方网站